# La Légende de la ville invisible de Kitège et de la demoiselle Fevronia
Сказание о невидимом граде Китеже и деве Февронии
La Légende de la ville invisible de Kitège et de la demoiselle Fevronia (en russe : Сказание о невидимом граде Китеже и деве Февронии, Skazaniye o nevidimom grade Kitezhe i deve Fevronii) est un opéra en quatre actes de Nikolaï Rimski-Korsakov. Le livret de Vladimir Ivanovitch Belsky s'inspire de deux légendes russes : le conte d'Andersen La Bergère et le Ramoneur et celle de la ville de Kitège qui, devant la menace des Tatares et grâce aux prières de la sainte Fevronia, devint invisible et échappa aux envahisseurs. La légende est originellement chrétienne, mais Rimski et Belski ont cherché à effacer toute référence explicite et à réaliser une fusion de l'influence chrétienne et de la tradition populaire slave. Pour cette raison, l'opéra a été considéré par certains comme le Parsifal russe. Quoi qu'il en soit, la plupart s'accordent à voir en lui le chef-d'œuvre de Rimski-Korsakov, par son équilibre entre chant et orchestre, ses chœurs et ses airs profondément russes, et ses admirables passages orchestraux. L'opéra, achevé en 1905, est présenté pour la première fois au public au Théâtre Mariinsky de Saint-Pétersbourg le 7 février 1907. Il reste cependant rarement représenté sur scène.

## Genèse
L'idée d'écrire un opéra intégrant les légendes de Kitège et de Ste Fevroniya prend corps dans l'esprit de Rimsky-Korsakov et de Vladimir Ivanovitch Belsky au cours de l'hiver 1898-1899, alors qu'ils travaillent sur Le Conte du tsar Saltan. L'idée de fondre les deux contes dans un seul opéra s'est imposée dès le début. Le projet reste dans l'esprit du compositeur et de son librettiste mais le travail ne commence sérieusement qu'en 1903. Entre 1898 et le début de 1903, le compositeur est occupé à écrire la partition des opéras Le Conte du tsar Saltan, Servilia, Kachtcheï l'immortel et Pan Voyevoda. Dans son ouvrage Летопись моей музыкальной жизни (Chronique de ma vie musicale), Rimsky-Korsakov mentionne : « au milieu de l'écriture de l'opéra Pan Voyevoda, Belsky et moi-même avons beaucoup réfléchi au sujet de La Légende de la ville invisible de Kitège et de la demoiselle Fevronia ». Rimsky-Korsakov écrit un brouillon du premier acte vers la fin de l'été. De son côté, Belsky termine le livret au printemps . C'est au cours de l'été 1904 que Rimsky-Korsakov termine la partition du second tableau de l'Acte III et entame l'orchestration de l'œuvre. Dans le courant de l'été 1905, le compositeur peaufine la partition de Kitège tout en écrivant les « arrangements orchestraux » avant d'expédier une copie de l'œuvre aux fins d'impression.

## Argument
Fevronia vit dans la forêt. Le prince Vsevolod la rencontre en se perdant à l'occasion d'une partie de chasse. Il en tombe amoureux. Au cours des festivités du mariage, on apprend que les Tatars attaquent la ville du Petit Kitège et projettent de s'en prendre ensuite au Grand Kitège. Celui-ci sera finalement sauvé par un miracle qui le rend invisible. Les Tatars renoncent à leur projet.

## Orchestration
| Instrumentation                                                      |
| Bois                                                                 |
| piccolo, flûtes, hautbois, clarinettes, 2 bassons                    |
| Cuivres                                                              |
| cors, cornets, trompettes, trombones, tuba                           |
| Percussions                                                          |
| timbales, cymbales, grosse caisse, triangle, tambour militaire       |
| Cordes                                                               |
| premiers violons, seconds violons, altos, violoncelles, contrebasses |

## Représentations
La première représentation a lieu au théâtre Mariinsky de Saint-Pétersbourg le 7 février 1907 du calendrier Grégorien (20 février). Les décorateurs sont Konstantin Korovin et Apollinary Vasnetsov. 
L'opéra est interprété au Théâtre Bolshoï (Moscou le 15 février 1908. Les metteurs en scène ont nom : Korovin, Klodt et Vasnetsov.
La première représentation en dehors de la Russie a lieu au grand théâtre du Liceu de Barcelone en février 1926. Une première est donnée au Teatro Colón de Bueno Aires en 1929.

## Distribution
| Rôle                                                                                            | Typologie vocale | Première distribution Saint-Pétersbourg 20 février 1907 (Chef d'orchestre : Felix Blumenfeld) | Première distribution Moscou 15 février 1908 (chef d'orchestre : Viatcheslav Souk) |
| ----------------------------------------------------------------------------------------------- | ---------------- | --------------------------------------------------------------------------------------------- | ---------------------------------------------------------------------------------- |
| Le prince Iouri Vsevolodovitch                                                                  | basse            | Ivan Filippov                                                                                 | Vassili Rodionovitch Petrov                                                        |
| Prince héréditaire Vsevolod Iourievitch                                                         | ténor            | Andreï Labinsky                                                                               | Nikolaï Rostovsky                                                                  |
| Fevroniya                                                                                       | soprano          | Maria Kouznetsova-Benois                                                                      | Nadejda Salina                                                                     |
| Grichka Kouterma                                                                                | ténor            | Ivan Ierchov                                                                                  | Anton Bonatchitch                                                                  |
| Fiodor Poïarok                                                                                  | baryton          | Vassili Charonov                                                                              | Georges Baklanoff                                                                  |
| Huissier                                                                                        | mezzo-soprano    | Maria Markovitch                                                                              | Elizaveta Azerskaïa                                                                |
| Deux notables                                                                                   |                  |                                                                                               |                                                                                    |
| Le joueur de Gousli                                                                             | basse            | Vladimir Kastorsky                                                                            |                                                                                    |
| Bedyaï, un combattant Tatar                                                                     | basse            | Ivan Grigorovitch                                                                             | Khristofor Tolkatchev                                                              |
| Bouroundaï, un autre combattant Tatar                                                           | basse            | Konstantin Serebriakov                                                                        | Stepan Trezvinsky                                                                  |
| Sirin, oiseau de Paradis                                                                        | soprano          | Nadejda Zabela-Vroubel                                                                        |                                                                                    |
| Alkonost, oiseau de Paradis                                                                     | contralto        | Yevgeniya Zbrouïeva                                                                           | Serafima Sinitsina                                                                 |
| Dompteur d'ours                                                                                 | ténor            | Grigoriy Ougrinovitch                                                                         |                                                                                    |
| Chanteur de ballades                                                                            | baryton          | Nikolaï Markevitch                                                                            |                                                                                    |
| Chœur, rôles silencieux : personnes riches, communauté de mendiants, diverses personnes, Tatars |                  |                                                                                               |                                                                                    |

## L'œuvre
Kitège est considéré comme le meilleur opéra de Rimsky-Korsakov. Il est souvent qualifié de « Parsifal russe ». Il ne fait pas partie du répertoire habituel des salles d'opéra à l'exception de la Russie. Il est cependant plus représentatif du style de Rimsky-Korsakov dont l'œuvre la plus connue est Le Coq d'or.
L'œuvre est considérée comme une « somme des traditions nationales » présentes dans les opéras de Glinka et du Groupe des Cinq, en raison de l'utilisation qui est faite de l'histoire et de légendes russes, d'exotisme oriental, de l'imbrication du surnaturel et du réel. Rimsky-Korsakov lui-même considéra l'ouvrage comme son testament artistique et n'envisagea pas de composer un nouvel opéra jusqu'à ce que, contre toute attente, il écrive Le Coq d'or, une satire en réaction à des événements politiques survenus en Russie. 
Étant athée, Rimsky-Korsakov s'est fréquemment servi de contes de fée. Kitège est le seul de ses opéras à faire appel au surnaturel et/ou à des thèmes religieux.
En dépit de thèmes chrétiens présents dans l'œuvre, Simon Morrison met l'accent sur le fait que « les siens étaient d'un levain laïque ».

## Synopsis
L'action se déroule en 1237, en Russie, quelque part le long de la Volga, aux abords de la ville de Kitège.

### Prélude
L'orchestre décrit une forêt sauvage par un véritable « Hymne à la Nature ».

### Acte 1
Les bois de Kerzhenskii

Ces forêts sauvages avec ses fourrés denses et ses marais sont la demeure de Fevronia (et de son frère, une plante grimpante qui colonise les arbres). Elle y habite une cahute. Fille de la Nature, elle a l'esprit rempli de rêves poétiques et s'entend à merveille avec les oiseaux et les animaux sauvages. Aucun des mystères que recèle la forêt ne lui échappe. Elle rencontre un prince qui s'est perdu dans la futaie au cours d'une partie de chasse. Il s'agit de Vsevolod, fils du Prince Yuri de Kitège qui s'éprend de sa beauté, de son intégrité, et de son amitié pour les gens et la nature. Ils chantent un duo d'amour au cours duquel le prince lui passe un anneau au doigt. Leur tête à tête est interrompu par les bruits lointains de la chasse. Le prince s'excuse, lui dévoile son identité et rejoint les chasseurs en lui promettant un retour proche.

### Acte 2

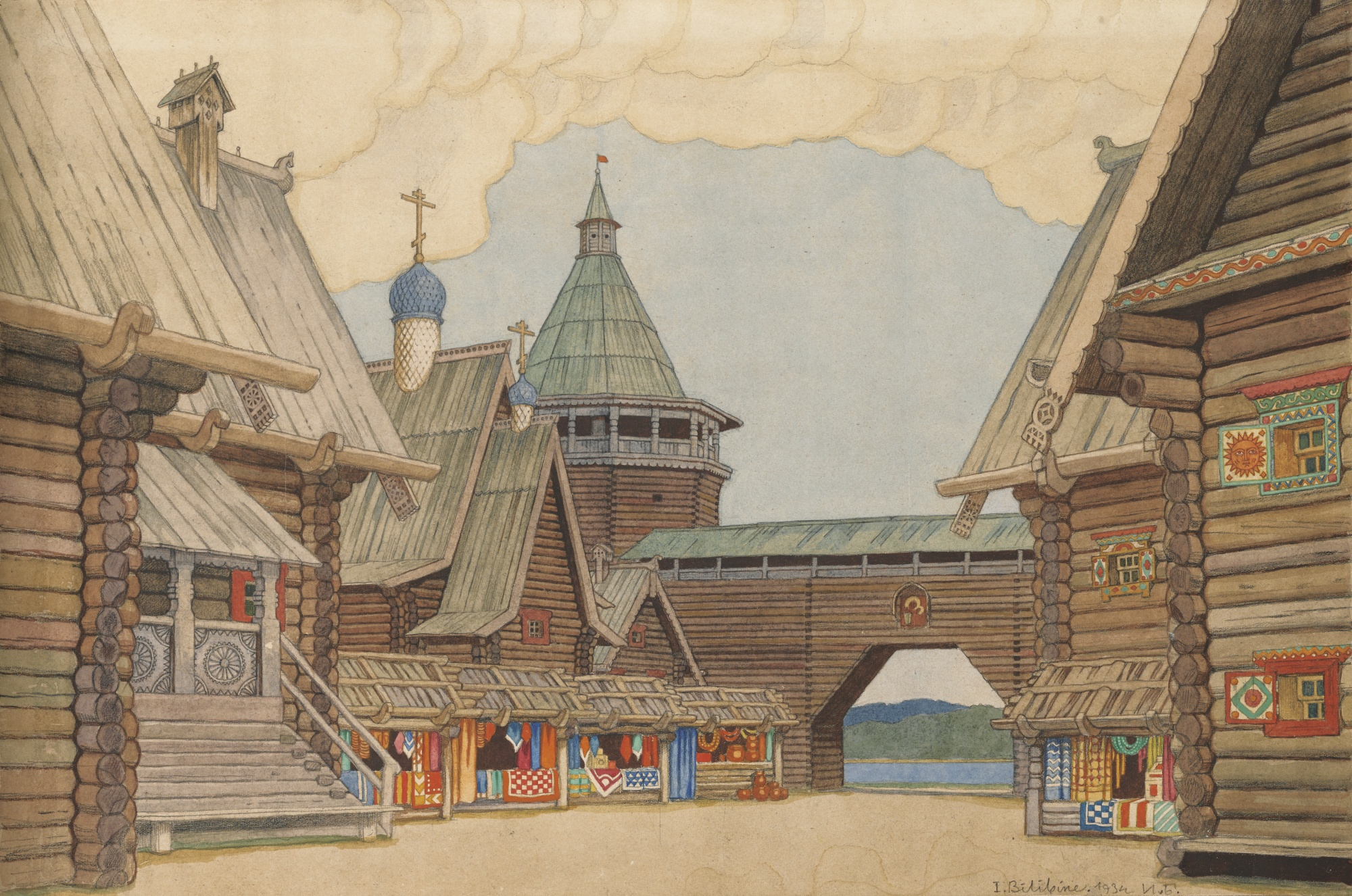
La petite ville de Kitège

La petite ville de Kitège le long de la Volga

Des festivités se tiennent sur la place du marché où le passage du cortège de mariage de Fevronia et du prince Vsevolod est attendu. La foule se presse autour du bouffon et rit à ses facéties. Arrive un vieux chanteur de ballades qui égrenne un chant solennel. Les habitants fortunés de la ville pensent que le Prince aurait dû épouser une fille de plus noble ascendance. Ils persuadent Grishka Kuterma (l'ivrogne local) de ridiculiser la princesse. Le cortège approche au son de cloches. Selon la coutume, les invités lancent des gâteaux au miel, des rubans et des pièces de monnaie à la foule en guise de « rançon » pour le marié. La foule pourchasse Grishka et le cortège entame un chant nuptial. Les festivités s'interrompent brutalement à l'annonce que la ville est cernée par une armée de Tatars. Un chœur de lamentations s'élève du peuple. Fevronia, capturée par les Tatars, est rongée par l'anxiété en pensant au sort de son mari ainsi qu'à celui du grand Kitège qui sera, à son tour, attaqué par les Tatars. Grishka accepte de trahir la Russie et de conduire les Tatars dans la ville tandis que Fevronia prie pour rendre celle-ci invisible.

### Acte 3
Scène 1 - Place de la Cathédrale au Grand Kitège

Ayant eu connaissance de l'invasion, les habitants du Grand Kitège se réunissent sur la place principale et prennent les armes au lever du jour. Fyodor Poyarok, le veneur du prince que les Tatars ont rendu aveugle, leur rapporte les atrocités commises au Petit Kitège. Un garçon annonce l'approche des Tatars. Les habitants se préparent à combattre. Le Prince prend la tête d'un bataillon qui entonne un chœur exprimant leur volonté de se battre jusqu'au bout. C'est alors qu'un miracle se produit : un brouillard doré s'étend sur le Lac et enveloppe la ville qu'il cache à la vue de l'ennemi et les cloches de l'église se mettent à sonner doucement par elles-mêmes. Un violent combat s'engage sur les rives de la rivière Kherzhenets. 

Interlude (La bataille de Kerjenets)

Un interlude symphonique composé à partir du thème musical du combat représentant les hordes tatares décrit la sinistre scène au cours de laquelle les Tatars défont l'armée ennemie et tuent le Prince Vsevolod. Il introduit :
Scène 2 - Sur les rives du lac Yar en face du Grand Kitège, la nuit

Après une longue marche à travers la nature sauvage, Grishka conduit les Tatars au bord du lac. Incapables de discerner la ville en raison du brouillard, les Tatars l'accusent de tricherie et l'attachent à un arbre avec l'intention de l'exécuter le matin. Ils allument des feux et se partagent leur butin. Burundai et Bedyai, deux chefs Tatars, se disputent au sujet de Fevronia. Bedyai est tué. Les Tatars se préparent pour la nuit et entament un chant triste. Ils s'endorment alors que l'on entend Fevronia en deuil de Vsevolod qui est tombé au cours du combat. Grishka, en proie au remords et craignant pour sa vie, la supplie de le libérer; ce qu'elle fait en pensant que sa gentillesse apaisera l'âme de Grishka. Ce dernier est la proie de cauchemars au cours desquels le carillon des cloches de Kitège se déforme dans son esprit. Il se précipite pour se noyer mais arrête son mouvement au bord du lac en constatant que la ville demeure invisible alors que son image se réfléchit sur l'eau et que les cloches sonnent plus fort dans son esprit. Il perd toute raison en s'enfuit dans la forêt en emmenant Fevronia à sa suite. Les Tatars se sauvent, également affolés par cette vision d'une ville invisible se réfléchissant sur l'eau.   

### Acte 4

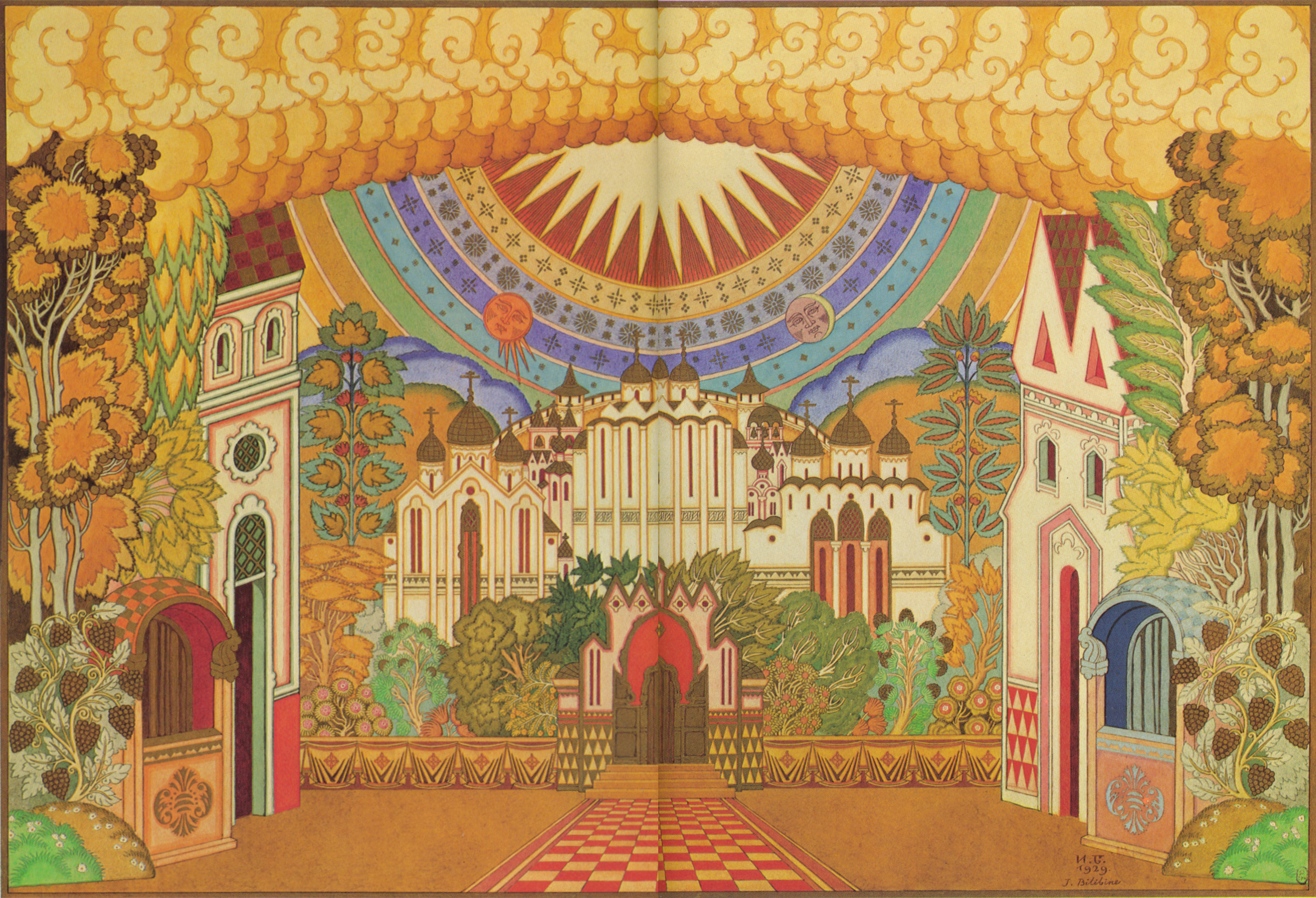
La ville invisible

Scène 1 - Les bois de Kerzhenet, la nuit

Plongés dans une obscutité totale, Fevronia et Grishka sont exténués. Ce dernier est en proie au délire. Après avoir chanté une chanson ayant trait au démon et dansé frénétiquement, il se sauve en criant. Fevronia s'endort aux bruits qui viennent de la forêt. Dans son rêve, le paysage se transforme avec une éclosion de fleurs, de bougies dans les arbres, de chants d'oiseaux. Alkonost, le mythique oiseau de paradis lui apparaît pour lui annoncer qu'elle doit mourir. Elle appelle la mort de ses vœux tandis que son prince apparaît pour la conduire à Kitège. Sirin, un second oiseau de paradis, lui promet l'immortalité. Vsevolod, le prince Yuri et Fyodor Poyarok reparaissent.
Interlude symphonique

L'interlude musical conduit Fevronia et Vsevolod en direction de la cité invisible du Grand Kitège et amène à la :
Scène 2 - La Cité Invisible du Grand Kitège

Le Grand Kitège, transformé en Paradis, apparaît à nouveau dans toute sa magnificence. Sirin et Alkonost ont protégé les habitants du massacre. En hommage à Fevronia et Vsevolod, ils font entendre le chant nuptial qui avait été interrompu par l'arrivée des Tatars à l'Acte I. Le sort de Grishka perturbe la joie de Fevronia ; elle demande à Poyarok, le veneur du prince Vsevolod, de lui adresser une missive lui rapportant le miracle et lui adressant sa bénédiction. Un hymne de joie s'élève du chœur et termine l'opéra. Dieu, l'amour et la justice ont triomphé.

## Principales arias et orchestrations
Introduction : « Похвала пустыне », "Chant de louanges à l'étendue sauvage", Acte 1

Chant : «Ах ты лес, мой лес, пустыня прекрасная» (Fevroniya), "Oh, ma forêt, superbe étendue sauvage" Acte 3

Entr'acte : «Сеча при Керженце», "Le combat des Kitègeois", Acte 4

Entr'acte : «Хождение в невидимый град», "En marchant dans la Cité Invisible"

## Enregistrements

### Enregistrements audio
- 1955, Samuel Samosud (chef d'orchestre), chœur et orchestre de All-Union Radio. Alexander Vedernikov (prince Yury), Vladimir Ivanovsky (prince Vsevolod), Natalya Rozhdestvenskaya (Fevronia), Dmitri Tarkhov (Grishka Kuterma), Ilya Bogdanov (Fyodor Poyarok), Boris Dobrin (chanteur de ballades), Lidia Melnikova (jeune femme), Leonid Ktitorov (Bedyay), Sergey Krasovsky (Burundai), Nina Kulagina (Alkonost)[14];

- 1956, Vassili Nebolsin (chef d'orchestre), orchestre et chœur de la Radio Moscovite Ivan Petrov (prince Yury), Vladimir Ivanovsky (prince Vsevolod), Natalya Rozhdestvenskaya (Fevronia), Dmitri Tarkhov (Grishka Kuterma), Ilya Bogdanov (Fyodor Poyarok), Boris Dobrin (chanteur de ballades), L. Melnikova (jeune femme), V. Shevtsov (marchand I), Sergei Koltipin (marchand II), Tikhon Chernyakov (montreur d'ours), Mikhail Skazin (mendiant), Leonid Ktitorov (Bedyay), Boris Dobrin (Bard), Gennady Troitzky (Burundai), Mariya Zvenzdina (Sirin), Nina Kulagina (Alkonost). (USSR MK LPs set ТУ35, XП558-63, Д06489-Д06496)[15].

- 1994, Valeri Gergiev (chef d'orchestre), Orchestre et chœur du Kirov, Nicolay Okhotnikov (Prince Yury), Yury Marusin (prince Vsevolod), Galina Gorchakova (Fevronia), Vladimir Galouzine (Grishka Kutyerma), Nicolay Putilin (Fyodor Poyarok), Mikhail Kit (un joueur de (Gusli ), Olga Korzhenskaya (page), Evgeny Boytsov, Evgeny Fyodorov (Marchands), Nicolay Gassiev (Montreur d'ours), Grigory Karasev (Mendiant), Bulat Minjilkiev (Bedyay), Vladimir Ognovyenko (Burundai), Tatyana Kravtsova (Sirin), Larissa Diadkova (Alkonost). Enregistrement Live au Festival Rimsky-Korsakov, Février 1994, Saint-Pétersbourg (Philips 462 225-2)[16].

### Vidéo
- 2010 : The Legend of the Invisible City of Kitezh and the Maiden Fevronya, Alexander Vedernikov (chef d'orchestre), orchestre et chœur du Teatro Lirico di Cagliari, Mikhail Kazakov (prince Yury), Vitaly Panfilov (prince Vsevolod), Tatiana Monogarova (Fevronia), Mikhail Gubsky (Grishka Kuterma), Gevorg Hakobyan (Fyodor Poyarok), Alexander Naumenko (Burunday), Valery Gilmanov (Bedyay). Enregistrement Live, mai 2008.( Naxos Records). Sous-titres en anglais exclusivement.